# Bankaneri, Badami
Bankaneri là một làng thuộc tehsil Badami, huyện Bagalkot, bang Karnataka, Ấn Độ.